# Lot (departement)
Lot (46) is een Frans departement.

## Geschiedenis
Het departement was een van de 83 departementen die werden gecreëerd tijdens de Franse Revolutie, op 4 maart 1790 door uitvoering van de wet van 22 december 1789, uitgaande van de provincie Quercy.
Lot is ongeveer een kwart van de oppervlakte kwijtgeraakt bij de vorming van het departement Tarn-et-Garonne in 1808.

## Geografie
Lot grenst aan de departementen Corrèze, Cantal, Aveyron, Tarn-et-Garonne, Lot-et-Garonne en Dordogne. Het departement behoort tot de regio Occitanie.
Lot ligt voor een groot deel op de kalkhoogvlaktes (de Causses), bijvoorbeeld de Causse de Limogne, de Causse de Gramat en de Quercy Blanc. Een groot deel hiervan is onderdeel van een regionaal natuurpark, het Parc Natural Regional des Causses du Quercy. Het is een zachtglooiende hoogvlakte met zeer arme grond. De bomen, die er toch rijkelijk staan, zijn grotendeels armetierig.
De hoogvlakte wordt op verschillende plaatsen doorsneden door diepe rivierdalen: de rivieren liggen tot 100 meter lager dan de hoogvlakte, wat van tijd tot tijd indrukwekkende uitzichten op kan leveren. De rivier de Lot is een duidelijk voorbeeld van zo'n diepliggende rivier.
De hoofdstad van Lot, Cahors, ligt aan drie kanten omsloten door een meander van de rivier.
Lot bestaat uit drie arrondissementen:
- Cahors
- Figeac
- Gourdon

Lot bestaat uit 17 kantons:
- Kantons van Lot.

Lot bestaat uit 340 gemeenten:
- Lijst van gemeenten in het departement Lot

## Demografie
De inwoners van Lot heten Lotois.

### Demografische evolutie sinds 1962
| Naam       | Index 1962 | Index 1968 | Index 1975 | Index 1982 | Index 1990 | Index 1999 | Index 2008 | Index 2019 |
| ---------- | ---------- | ---------- | ---------- | ---------- | ---------- | ---------- | ---------- | ---------- |
| Lot        | 100,0      | 100,8      | 100,6      | 103,1      | 103,9      | 106,8      | 115,3      | 116,3      |
| Frankrijk* | 100,0      | 107,1      | 113,3      | 117,0      | 121,9      | 126,0      | 133,8      | 140,1      |

| Naam       | Inw./Km² 1962 | Inw./km² 1968 | Inw./km² 1975 | Inw./km² 1982 | Inw./km² 1990 | Inw./km² 1999 | Inw./km² 2008 | Inw./km² 2019 |
| ---------- | ------------- | ------------- | ------------- | ------------- | ------------- | ------------- | ------------- | ------------- |
| Lot        | 28,7          | 29,0          | 28,9          | 29,6          | 29,9          | 30,7          | 33,1          | 33,4          |
| Frankrijk* | 84,2          | 90,1          | 95,4          | 98,5          | 102,7         | 106,1         | 112,7         | 119,7         |

Frankrijk* = exclusief overzeese gebieden
Bron: Recensement Populaire INSEE - 1962 tot 1999 population sans doubles comptes, nadien Population Municipale
Op 1 januari 2022 had Lot 175.620 inwoners.

### De 10 grootste gemeenten in het departement
| Nr. | Gemeente       | Aantal inwoners (2022) |
| --- | -------------- | ---------------------- |
| 1   | Cahors         | 19.902                 |
| 2   | Figeac         | 9.757                  |
| 3   | Gourdon        | 4.080                  |
| 4   | Pradines       | 3.600                  |
| 5   | Gramat         | 3.496                  |
| 6   | Saint-Céré     | 3.449                  |
| 7   | Souillac       | 3.199                  |
| 8   | Prayssac       | 2.500                  |
| 9   | Biars-sur-Cère | 1.968                  |
| 10  | Lalbenque      | 1.978                  |

## Toerisme
Lot leeft voor een groot deel van het toerisme. De kalksteen waar het gebied vooral uit bestaat heeft vele grotten laten ontstaan, grotten die al sinds mensenheugenis bekend zijn en waar deels ook voorhistorische grotschilderingen te zien zijn. Bijvoorbeeld de grot van Pech Merle in Cabrerets.
Saint-Cirq-Lapopie wordt gezien als een van de mooiste plaatsen van Frankrijk, en geldt als een toeristische trekpleister.
Rocamadour is na Mont Saint-Michel de meest bezochte plaats van Frankrijk en komt ook als bedevaartsplaats op de tweede plek (na Lourdes).

## Afbeeldingen

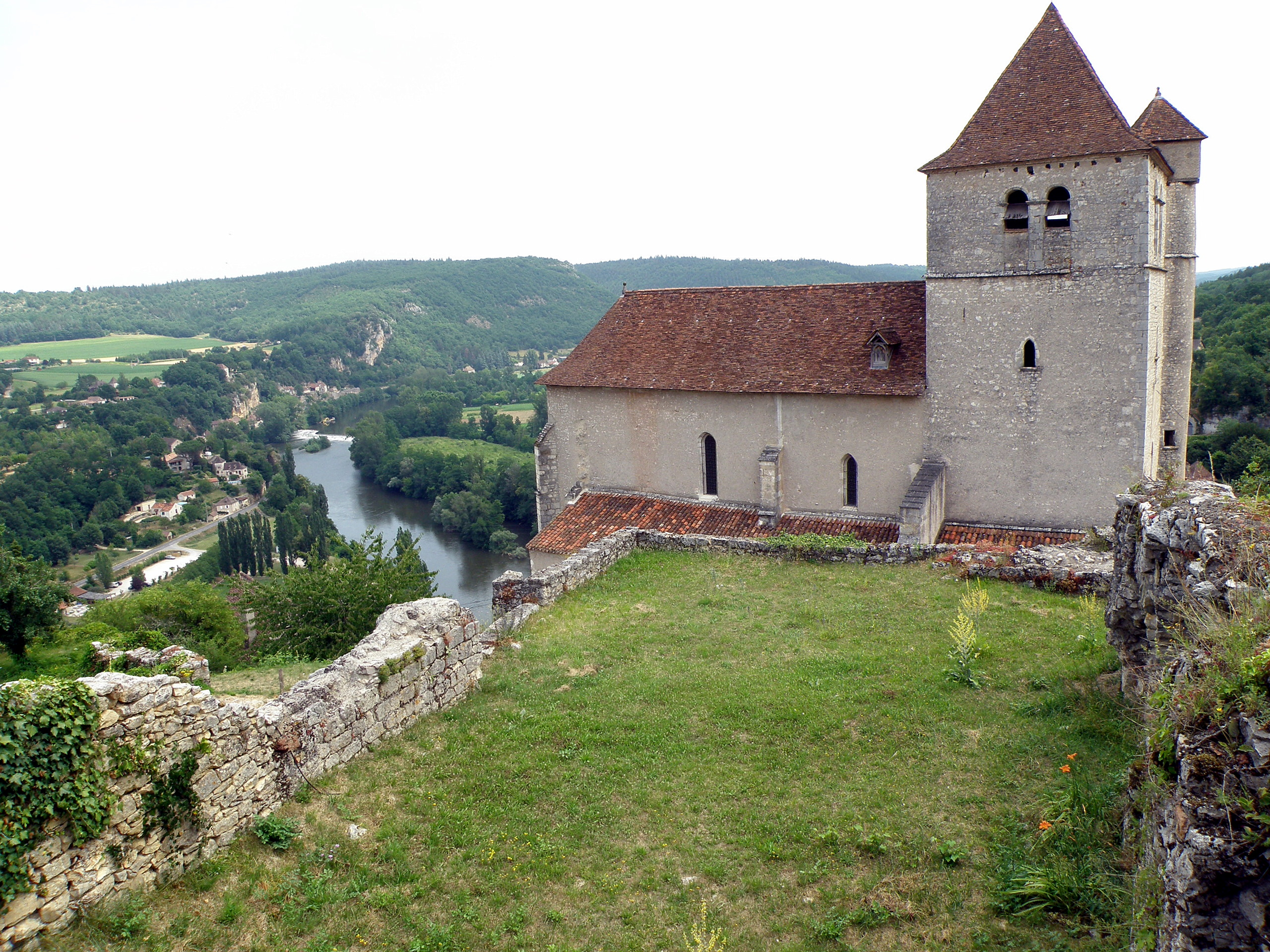
St-Cirq-Lapopie, de kerk
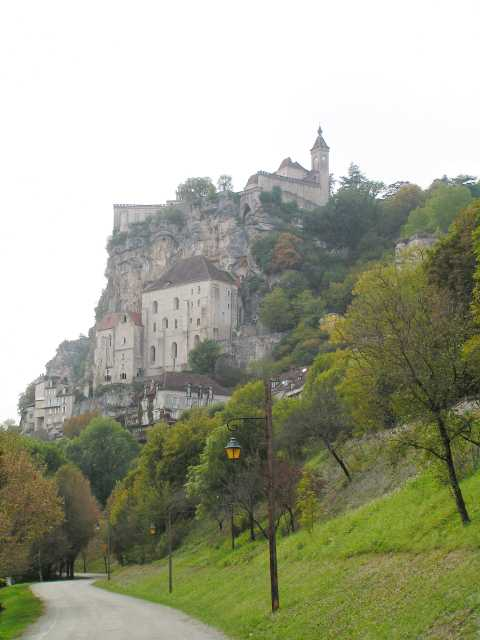
Rocamadour
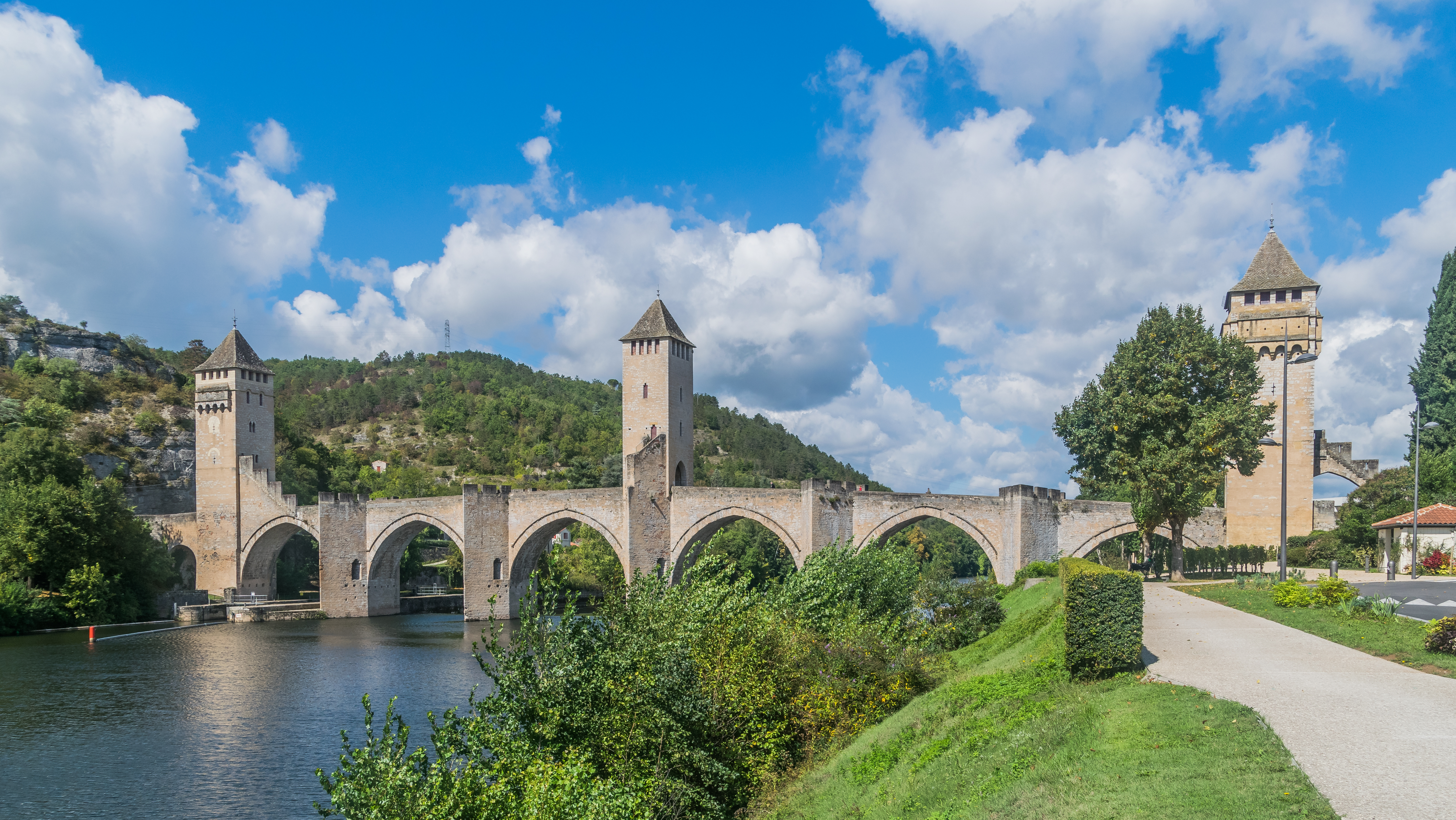
Pont Valentré, Cahors
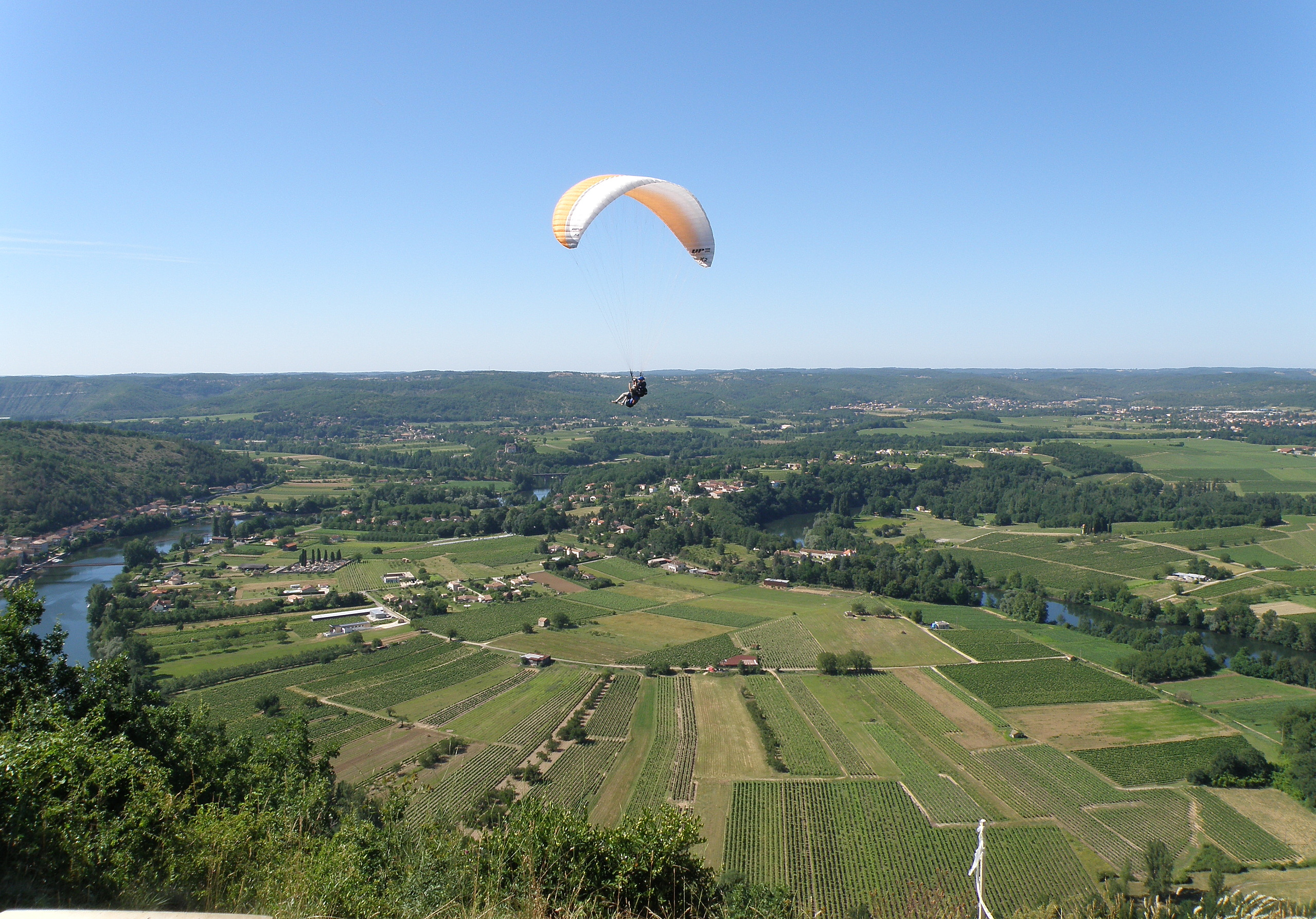
Landschap bij Douelle
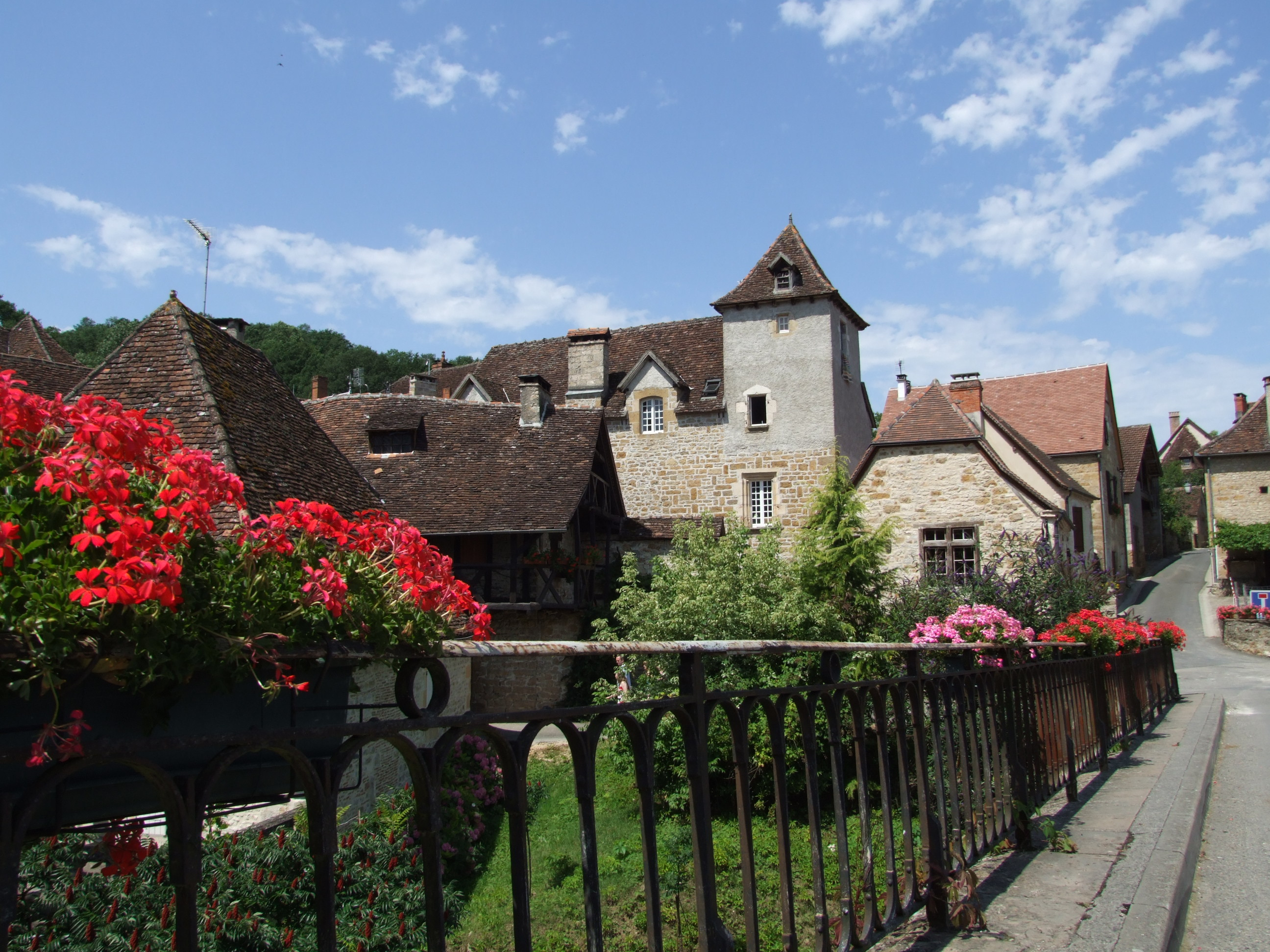
Carennac
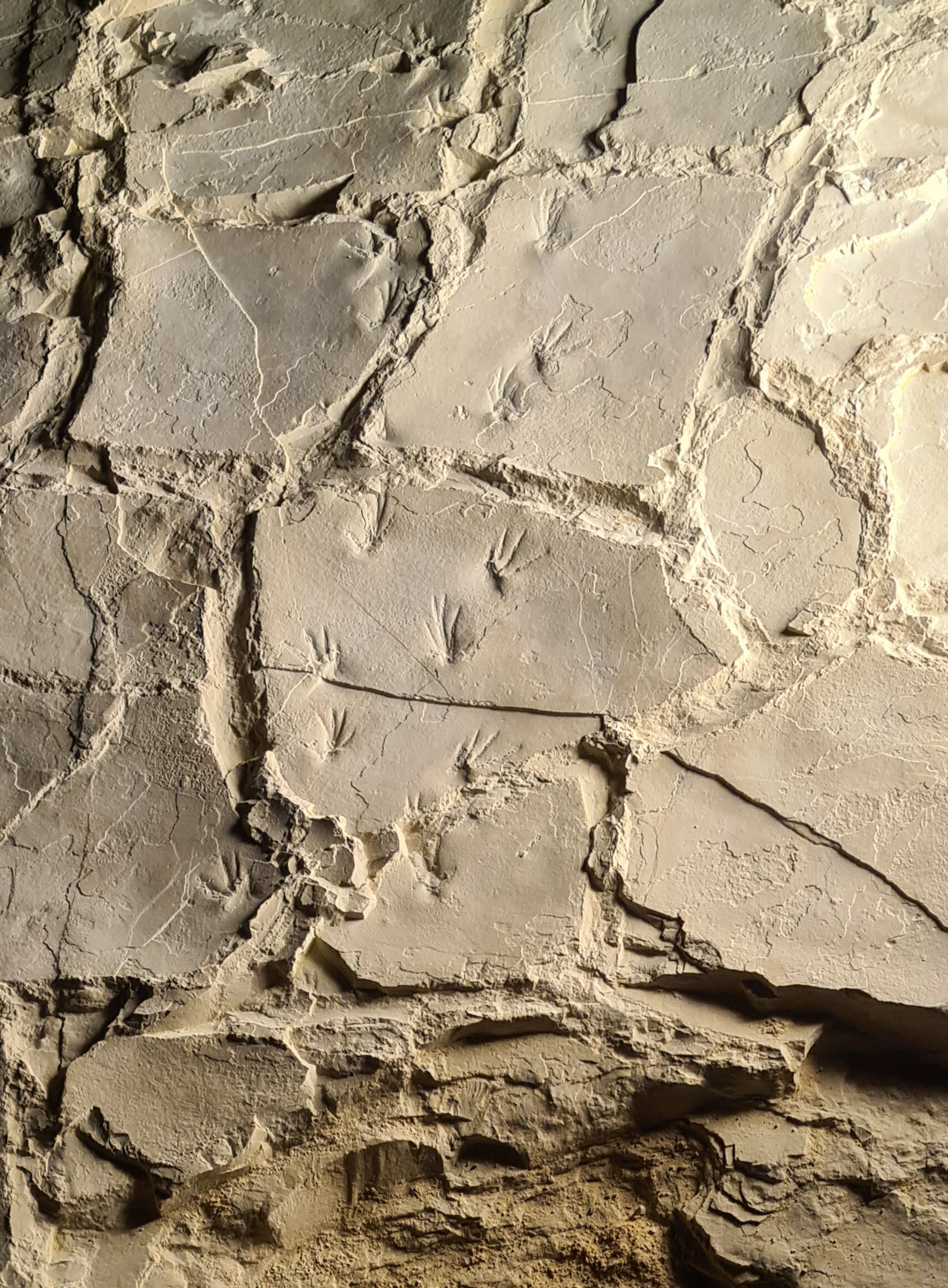
Fossiele Pterosauriërs, Pterosaur Beach.

01 Ain · 02 Aisne · 03 Allier · 04 Alpes-de-Haute-Provence · 05 Hautes-Alpes · 06 Alpes-Maritimes · 07 Ardèche · 08 Ardennes · 09 Ariège · 10 Aube · 11 Aude · 12 Aveyron · 13 Bouches-du-Rhône · 14 Calvados · 15 Cantal · 16 Charente · 17 Charente-Maritime · 18 Cher · 19 Corrèze · 2A Corse-du-Sud · 2B Haute-Corse · 21 Côte-d'Or · 22 Côtes-d'Armor · 23 Creuse · 24 Dordogne · 25 Doubs · 26 Drôme · 27 Eure · 28 Eure-et-Loir · 29 Finistère · 30 Gard · 31 Haute-Garonne · 32 Gers · 33 Gironde · 34 Hérault · 35 Ille-et-Vilaine · 36 Indre · 37 Indre-et-Loire · 38 Isère · 39 Jura · 40 Landes · 41 Loir-et-Cher · 42 Loire · 43 Haute-Loire · 44 Loire-Atlantique · 45 Loiret · 46 Lot · 47 Lot-et-Garonne · 48 Lozère · 49 Maine-et-Loire · 50 Manche · 51 Marne · 52 Haute-Marne · 53 Mayenne · 54 Meurthe-et-Moselle · 55 Meuse · 56 Morbihan · 57 Moselle · 58 Nièvre · 59 Noorderdepartement · 60 Oise · 61 Orne · 62 Pas-de-Calais · 63 Puy-de-Dôme · 64 Pyrénées-Atlantiques · 65 Hautes-Pyrénées · 66 Pyrénées-Orientales · 67 Bas-Rhin · 68 Haut-Rhin · 69D Rhône · 69M Métropole de Lyon · 70 Haute-Saône · 71 Saône-et-Loire · 72 Sarthe · 73 Savoie · 74 Haute-Savoie · 75 Parijs · 76 Seine-Maritime · 77 Seine-et-Marne · 78 Yvelines · 79 Deux-Sèvres · 80 Somme · 81 Tarn · 82 Tarn-et-Garonne · 83 Var · 84 Vaucluse · 85 Vendée · 86 Vienne · 87 Haute-Vienne · 88 Vosges · 89 Yonne · 90 Territoire de Belfort  · 91 Essonne · 92 Hauts-de-Seine · 93 Seine-Saint-Denis · 94 Val-de-Marne · 95 Val-d'Oise
Départements d'outre-mer: 971 Guadeloupe · 972 Martinique · 973 Guyane · 974 Réunion · 976 Mayotte